# Поліграфічний комбінат «Україна»
Поліграфкомбінат «Україна» — державне підприємство, лідер з виробництва цінних паперів та документів суворої звітності в Україні.
Відповідно до Закону України «Про внесення змін до деяких законодавчих актів України щодо повернення державного контролю та виробництва державними підприємствами документів та бланків, які потребують використання спеціальних елементів захисту» розпорядженням Кабінету Міністрів України від 16.01.2017 № 12-р Поліграфкомбінат «Україна» передано зі сфери управління Національного банку до сфери управління Міністерства економічного розвитку та торгівлі.
Головними замовниками продукції Поліграфкомбінату «Україна» є міністерства, державні підприємства, організації та відомства.
Державне підприємство «Поліграфічний комбінат «Україна» по виготовленню цінних паперів» є офіційним представником України в Директорії відкритих ключів ІСАО (ІСАО PKD). Весь технологічний процес персоналізації документів відбувається у відповідності до вимог документа 9303 ІСАО.

## Історія
29 жовтня 1979 р. — офіційний день народження комбінату. За результатами діяльності протягом першого десятиріччя підприємство (тоді ще Поліграфкомбінат «Молодь») за обсягом випуску продукції впевнено зайняло місце серед десятків аналогічних провідних структур країни.
20 травня 1992 р. Уряд України видав Розпорядження про перепрофілювання Поліграфкомбінату «Молодь» у державне підприємство Поліграфічний комбінат «Україна» по виготовленню цінних паперів.